# Okrzeja (jezioro)
Okrzeja – jezioro na Wysoczyźnie Łobeskiej, położone w województwie zachodniopomorskim, w powiecie łobeskim, w gminie Węgorzyno, na północny wschód od miasta Dobra.

## Charakterystyka
Okrzeja jest jeziorem polimiktycznym, przez które przepływa rzeka Ukleja. Jest płytkim zbiornikiem położonym w obniżeniu terenu. Misa jeziorna ma nieregularny kształt, wydłużony w kierunku południkowym. Jezioro ma długość ok. 2 km, a szerokość do 800 m. Wzdłuż zachodniego brzegu Okrzei znajduje się stroma zadrzewiona skarpa, do której krawędzi przylegają pola uprawne. Wysoka skarpa występuje także przy zalesionym południowo-wschodnim brzegu. Całkowita powierzchnia zlewni jeziora wynosi 102,9 km², w tym bezpośrednia zlewnia 1,9 km². Lasy zajmują 59% obszaru zlewni bezpośredniej, a grunty orne 38%.
Rzeka Ukleja płynąca z jeziora Mielno wpada do Okrzei przy wschodnim brzegu, a wypływa w północno-wschodniej zatoce szerokim i wyraźnym korytem.
Nad północnym i południowym brzegu jeziora znajdują się pola biwakowe.
Dominującymi gatunkami w Okrzei są: płoć, ukleja i leszcz. Zbiornik w typologii rybackiej jest jeziorem sandaczowym. 
Administratorem wód Mielna jest Regionalny Zarząd Gospodarki Wodnej w Szczecinie. Utworzył on obwód rybacki obejmujący wody jezior: Okrzeja, Mielno, Sambórz Duży oraz wody rzeki Ukleja na odcinku od jeziora Mielno do ujścia do niej strugi Dobrzenicy, wraz z wodami jej dopływów. 
Północny i zachodni brzeg Okrzei stanowi granicę między gminą Węgorzyno a gminą Radowo Małe. Ok. 1,1 km na północ od jeziora leży wieś Rogowo, a ok. 3,4 km na południowy zachód leży miasto Dobra.

## Hydronimia
W dokumencie z 1284 roku nazwę jeziora zapisano jako Wokreya. 
W 1955 roku zmieniono urzędowo niemiecką nazwę jeziora – Quern-See, na polską nazwę – Skwiernie. 
W 2006 roku Komisja Nazw Miejscowości i Obiektów Fizjograficznych w wykazie hydronimów przedstawiła nazwę Okrzeja.

## Morfometria
Powierzchnia zwierciadła wody wynosi według różnych źródeł od 92,4 ha do 105,8 ha. Średnia głębokość jeziora jest na poziomie 2,6 m, a maksymalna głębokość sięga 4,4 m. Objętość wody w jeziorze wynosi 2 721,5 tys. m³.
W 2000 i 2006 roku dokonano badań czystości wód Okrzei, które oceniono na III klasę czystości. Jezioro zostało określone jako nieodporne na degradację biologiczną.